# Monterrey Open 2019 - Doppio
Sara Sorribes Tormo e Naomi Broady erano le detentrici del titolo, ma Broady non ha preso parte a questa edizione del torneo. Sorribes Tormo ha scelto di partecipare al concomitante torneo di Charleston.
In finale Asia Muhammad e Maria Sanchez hanno sconfitto Monique Adamczak e Jessica Moore con il punteggio di 7–6(2), 6-4.

## Teste di serie
1. Miyu Katō /  Makoto Ninomiya (primo turno)
2. Lara Arruabarrena /  Dalila Jakupović (primo turno)

1. Asia Muhammad /  Maria Sanchez (campionesse)
2. Nao Hibino /  Desirae Krawczyk (primo turno)

## Wildcard
1. Jovana Jakšić /  Renata Zarazúa (primo turno)

1. Victoria Rodríguez /  Ana Sofía Sánchez (primo turno)

## Tabellone

### Legenda
| - Q = Qualificato - WC = Wild card - LL = Lucky loser | - ALT = Alternate - SE = Special Exempt - PR = Protected Ranking | - w/o = Walkover - r = Ritirato - d = Squalificato |

|  | Primo turno           | Primo turno                | Primo turno                | Primo turno           | Primo turno |  |  | Quarti di finale      | Quarti di finale        | Quarti di finale        | Quarti di finale  | Quarti di finale  |   |     | Semifinali         | Semifinali           | Semifinali           | Semifinali           | Semifinali           |   |   | Finale | Finale | Finale | Finale | Finale |  |
|  |                       |                            |                            |                       |             |  |  |                       |                         |                         |                   |                   |   |     |                    |                      |                      |                      |                      |   |   |        |        |        |        |        |  |
|  | 1                     | M Katō M Ninomiya          | 6                          | 5                     | [4]         |  |  |                       |                         |                         |                   |                   |   |     |                    |                      |                      |                      |                      |   |   |        |        |        |        |        |  |
|  |                       | H Dart V Savinych          | 1                          | 7                     | [10]        |  |  | H Dart V Savinych     | H Dart V Savinych       | 3                       | 7                 | [1]               |   |     |                    |                      |                      |                      |                      |   |   |        |        |        |        |        |  |
|  | M Doi O Kalašnikova   | M Doi O Kalašnikova        | 64                         | 6                     | [7]         |  |  | M Adamczak J Moore    | M Adamczak J Moore      | 6                       | 5                 | [10]              |   |     |                    |                      |                      |                      |                      |   |   |        |        |        |        |        |  |
|  | M Adamczak J Moore    | M Adamczak J Moore         | 7                          | 3                     | [10]        |  |  |                       |                         |                         |                   |                   |   |     | M Adamczak J Moore | M Adamczak J Moore   | 62                   | 6                    | [10]                 |   |   |        |        |        |        |        |  |
|  | 4                     | N Hibino D Krawczyk        | 6                          | 5                     | [6]         |  |  |                       |                         | A Bogdan E-G Ruse       | A Bogdan E-G Ruse | 7                 | 3 | [5] |                    |                      |                      |                      |                      |   |   |        |        |        |        |        |  |
|  |                       | A Bogdan E-G Ruse          | 0                          | 7                     | [10]        |  |  | A Bogdan E-G Ruse     | A Bogdan E-G Ruse       | 6                       | 1                 | [10]              |   |     |                    |                      |                      |                      |                      |   |   |        |        |        |        |        |  |
|  | D Lao C McHale        | D Lao C McHale             | D Lao C McHale             | D Lao C McHale        |             |  |  | S Fichman E Routliffe | S Fichman E Routliffe   | 4                       | 6                 | [8]               |   |     |                    |                      |                      |                      |                      |   |   |        |        |        |        |        |  |
|  | S Fichman E Routliffe | S Fichman E Routliffe      | S Fichman E Routliffe      | S Fichman E Routliffe | w/o         |  |  |                       |                         |                         |                   |                   |   |     |                    | M Adamczak J Moore   | M Adamczak J Moore   | 62                   | 4                    |   |   |        |        |        |        |        |  |
|  |                       | A Guarachi S Santamaria    | A Guarachi S Santamaria    | 7                     | 6           |  |  |                       |                         |                         |                   |                   |   |     |                    |                      | 3                    | A Muhammad M Sanchez | A Muhammad M Sanchez | 7 | 6 |        |        |        |        |        |  |
|  | WC                    | J Jakšić R Zarazúa         | J Jakšić R Zarazúa         | 65                    | 2           |  |  |                       | A Guarachi S Santamaria | A Guarachi S Santamaria | 2                 | 4                 |   |     |                    |                      |                      |                      |                      |   |   |        |        |        |        |        |  |
|  | WC                    | V Rodríguez AS Sánchez     | V Rodríguez AS Sánchez     | 4                     | 1           |  |  | 3                     | A Muhammad M Sanchez    | A Muhammad M Sanchez    | 6                 | 6                 |   |     |                    |                      |                      |                      |                      |   |   |        |        |        |        |        |  |
|  | 3                     | A Muhammad M Sanchez       | A Muhammad M Sanchez       | 6                     | 6           |  |  |                       |                         |                         |                   |                   |   |     | 3                  | A Muhammad M Sanchez | A Muhammad M Sanchez | 6                    | 6                    |   |   |        |        |        |        |        |  |
|  | A Blinkova A Panova   | A Blinkova A Panova        | 3                          | 6                     | [3]         |  |  |                       |                         |                         | G Olmos L Stefani | G Olmos L Stefani | 4 | 4   |                    |                      |                      |                      |                      |   |   |        |        |        |        |        |  |
|  | P Kania J Sizikova    | P Kania J Sizikova         | 6                          | 2                     | [10]        |  |  | P Kania J Sizikova    | P Kania J Sizikova      | P Kania J Sizikova      | 1                 | 2                 |   |     |                    |                      |                      |                      |                      |   |   |        |        |        |        |        |  |
|  |                       | G Olmos L Stefani          | G Olmos L Stefani          | 6                     | 7           |  |  | G Olmos L Stefani     | G Olmos L Stefani       | G Olmos L Stefani       | 6                 | 6                 |   |     |                    |                      |                      |                      |                      |   |   |        |        |        |        |        |  |
|  | 2                     | L Arruabarrena D Jakupović | L Arruabarrena D Jakupović | 3                     | 5           |  |  |                       |                         |                         |                   |                   |   |     |                    |                      |                      |                      |                      |   |   |        |        |        |        |        |  |